# Kempten (Automarke)
Kempten war eine deutsche Automobilmarke. Das Unternehmen Süddeutsche Fahrzeugfabrik München/Kempten GmbH in Kempten (Allgäu) stellte zu Beginn des 20. Jahrhunderts Automobile her. Mehrere Quellen geben übereinstimmend die Bauzeit mit 1900 bis 1901 an. Eine andere Quelle nennt 1901 bis 1902. Eine ältere Quelle gibt davon abweichend unpräzise an, dass die Produktion zwischen 1901 und 1905 begann und zwischen 1906 und 1910 endete. Sitz der Gesellschaft war die Bahnhofstraße 56.
Das einzige Fahrzeugmodell der Süddeutschen Fahrzeugfabrik war ein Kleinwagen. Für den Antrieb des Autos sorgte ein selbst hergestellter Ottomotor mit einer Leistung von drei PS. Eine andere Quelle gibt an, dass es ein Einzylindermotor war, der aus Frankreich bezogen wurde, und vermutet De Dion-Bouton oder Gebrüder Werner als Hersteller. Die Motorleistung soll dieser Quelle zufolge mittels Riemen an die Antriebsachse übertragen worden sein. Der Benzintank fasste acht Liter. Die Höchstgeschwindigkeit wurde mit 30 km/h angegeben. Laut einer Quelle handelte es sich um Renault-Modelle, die in Lizenz gebaut wurden.
Außerdem stellte das Unternehmen Landmaschinen her.
Die endgültige Löschung aufgrund einer Liquidation der Unternehmensgesellschaft fand im Jahr 1906 statt.